# Glasshouse
Glasshouse é o terceiro álbum de estúdio da cantora e compositora inglesa Jessie Ware. O seu lançamento ocorreu em 20 de outubro de 2017, através da Island Records. O álbum acompanhou foi acompanhado de três singles, sendo eles "Midnight", "Selfish Love" e "Alone".

## Antecedentes
Em uma revista para a revista The Fader, a cantora revelou que Julia Michaels, Francis and the Lights, Cashmere Cat, Benny Blanco e Ed Sheeran colaboraram na produção e na composição das canções do álbum. Disse, posteriormente, que "tentou apressar o lançamento do álbum", pois "gostaria de finalizar antes do nascimento do seu filho, fazendo com que o álbum fosse guiado por outras pessoas mais do que por mim mesma". Buscou, ainda, transparecer uma mensagem pela sua terceira produção musical.

Escrevi canções com pessoas muito diferentes, mas acho que o elo está relacionado à minha voz e à mensagem por trás de tudo. É, por um lado, bem mais pessoal do que eu imaginava. Eu pensei que estava apenas compondo, mas se tornou o álbum que celebra a minha união com meu marido e com o meu filho. Foram anos muito corridos e o álbum parece apresentar todos os medos, a beleza, as comemorações e os altos e baixos.
Em 5 de outubro de 2017, Jessie anunciou o título do álbum e a capa por meio de suas redes sociais.

## Recepção

### Crítica
No site Metacritic, o álbum foi avaliado com nota 73 de 100, baseando em 8 avaliações de críticos musicais especializados. Dentro das avaliações, a revista Spin afirmou que "cada canção é imaculadamente sequenciada, além da reprodução constante em cada balada e em cada transição." Brad Nelson, da Pitchfork, afirmou que "cada canção do álbum apresenta uma estética diferente, diferentemente dos seus álbuns anteriores, Devotion e Tough Love. Já neste álbum, as canções não são confundidas e o álbum, de modo geral, apresenta um humor de alto astral." Por outro lado, a revista DIY afirmou que "o álbum não é essencialmente inovador, podendo ter tido apenas metade das 17 canções incluídas."

### Promocional
No dia do seu lançamento, debutou na 33ª posição do iTunes britânico. Em 22 de outubro de 2017, caiu para a 79ª posição no mesmo chart e, no dia seguinte, subiu para a 70ª posição.

## Faixas
| N.º            | Título                                             | Compositor(es)                                                                                            | Produtor(es)                          | Duração |  |
| 1.             | "Midnight"                                         | Pop Wansel Andrew Wansel Kiah Victoria Jessie Ware Bastian Langebaek Jordan Thomas                        | Langebaek Wansel                      | 3:57    |  |
| 2.             | "Thinking About You"                               | Ware Thomas Hull                                                                                          | Kid Harpoon Sammy Witte               | 3:28    |  |
| 3.             | "Stay Awake, Wait for Me"                          | Ware Ajay Battacharya Danny Parker A. S. Govere                                                           | Stint                                 | 3:35    |  |
| 4.             | "Your Domino"                                      | Ware Battacharya Parker Danny Schnair Govere                                                              | Stint                                 | 3:47    |  |
| 5.             | "Alone"                                            | Ware Sarah Aarons Hull                                                                                    | Kid Harpoon Stint                     | 3:36    |  |
| 6.             | "Selfish Love"                                     | Ware Ross Golan Benjamin Levin Magnus August Hoiberg Høiberg Nathan Perez Ryan Tedder Ammar Malik         | Happy Perez Benny Blanco Cashmere Cat | 3:57    |  |
| 7.             | "primeiro Time"                                    | Ware Finlay Dow-Smith James Newman                                                                        | Starsmith                             | 4:05    |  |
| 8.             | "Hearts"                                           | Ware Julia Michaels Levin Benjamin Ash                                                                    | Blanco Two Inch Punch                 | 3:33    |  |
| 9.             | "Slow Me Down"                                     | Ware Nina Nesbitt Frederik Ball Samuel Preston                                                            | Fred Ball                             | 3:24    |  |
| 10.            | "Finish What We Started"                           | Ware John Ryan Jamie Scott Julien Bunetta                                                                 | Ryan Bunetta                          | 3:49    |  |
| 11.            | "último of the True Believers" (com Paul Buchanan) | Ware Liam Howe Hugo White Felix White                                                                     | H. White F. White                     | 3:53    |  |
| 12.            | "Sam"                                              | Ware Dave Okumu Ed Sheeran Giuseppe Palladino Levin Christopher Dave Francis Farewell Starlite Nico Segal | Blanco                                | 5:15    |  |
| Duração total: | Duração total:                                     | Duração total:                                                                                            | Duração total:                        | 46:19   |  |

| Edição deluxe  |                                |                                |                       |         |  |
| N.º            | Título                         | Compositor(es)                 | Produtor(es)          | Duração |  |
| 13.            | "Til the End"                  | Ware Okumu Sacha Skarbek Scott | Scott Dave Okumu      | 3:02    |  |
| 14.            | "Love to Love"                 | Ware Battacharya Parker Govere | Stint                 | 3:31    |  |
| 15.            | "Hearts (Acoustic)" (acústico) | Ware Michaels Levin Ash        | Blanco Two Inch Punch | 3:30    |  |
| 16.            | "Alone (Acoustic)" (acústico)  | Ware Howe H. White F. White    | H. White F. White     | 3:41    |  |
| Duração total: | Duração total:                 | Duração total:                 | Duração total:        | 63:49   |  |

17. "Last of the True Believers (Acoustic)" da Edição Deluxe.